# Felix Fischer
Felix Fischer GOMM (Hamburgo, 30 de agosto de 1947) é um jurista, magistrado, professor e economista brasileiro, de origem alemã. Foi ministro do Superior Tribunal de Justiça (STJ) de 1996 a 2022, tendo sido presidente dessa corte entre 2012 e 2014.
Anteriormente, foi membro do Ministério Público do Estado do Paraná desde 1974 até ser nomeado para o cargo de ministro do STJ pelo presidente Fernando Henrique Cardoso, após indicação em lista sêxtupla por seus pares no Ministério Público e seleção em lista tríplice pelos membros do tribunal.

## Carreira
Fischer é bacharel em ciências econômicas pela Universidade Federal do Rio de Janeiro (1971) e em direito pela Universidade do Estado do Rio de Janeiro (1972).
Tornou-se promotor de Justiça do Ministério Público do Paraná em 1974, sendo promovido a procurador de Justiça em 1990. Foi conselheiro do Conselho Superior do Ministério Público de 1991 a 1992.

### Ministro do STJ
Em 1996, foi nomeado pelo presidente Fernando Henrique Cardoso ministro do Superior Tribunal de Justiça, em vaga destinada a membro do Ministério Público.
É membro da 5ª Turma da Seção de Direito Penal, considerada a mais rígida do tribunal. Ele, no entanto, diz que a fama da Turma não condiz com a realidade. Segundo o ministro, há mais habeas corpus concedidos do que rejeitados pelos magistrados. Felix Fischer abriu um precedente importante na Casa votando pela aplicação da tabela de prescrição criminal em medidas socioeducativas previstas no Estatuto da Criança e do Adolescente (ECA).
Admitido à Ordem do Mérito Militar em 1998 no grau de Comendador especial pelo presidente Fernando Henrique Cardoso, Fischer foi promovido pelo mesmo em 2002 ao grau de Grande-Oficial.
Foi presidente da 3ª Seção do STJ de 2003 a 2005. 
O ministro foi o relator de processo que definiu a Justiça do Trabalho como competente para julgar pedido de um funcionário municipal sobre diferenças salariais. O Tribunal Regional do Trabalho da 19ª Região havia se considerado incompetente para julgar a questão envolvendo o funcionário e um município de Alagoas. Em seu voto, Felix Fischer afirmou que a Justiça trabalhista é competente para resolver as controvérsias entre empregado e empregador.
Em 29 de junho de 2012 foi eleito para presidir o STJ pelo período de dois anos, tomando posse em 31 de agosto e tendo como vice o ministro Gilson Dipp. O mandato encerrou-se em 1º de setembro de 2014.
Em 17 de dezembro de 2015 assumiu a relatoria da Operação Lava Jato no STJ, ao lugar de Marcelo Navarro Ribeiro Dantas.
Aposentou-se em 22 de agosto de 2022, alguns dias antes de atingir a idade limite do serviço público, de 75 anos.

#### Operação Lava Jato
Em 29 de março de 2017, autorizou a Polícia Federal a deflagrar a Operação O Quinto do Ouro tendo como alvo o Tribunal de Contas do Estado do Rio de Janeiro (TCE-RJ). A delação premiada do ex-presidente do órgão Jonas Lopes de Carvalho Filho levou à ação contra cinco conselheiros em pelo menos dois esquemas de arrecadação de propina para fazer vista grossa para irregularidades praticadas por empreiteiras e empresas de ônibus que operam no estado. Foram alvos de prisão preventiva os conselheiros Aloysio Neves (atual presidente); Domingos Brazão, José Gomes Graciosa, Marco Antônio Alencar e José Maurício Nolasco. Já o presidente da Assembleia Legislativa do Rio de Janeiro (Alerj), Jorge Picciani (PMDB), foi alvo de condução coercitiva. A operação teve como principal suporte, além da delação do ex-presidente do TCE, a de e seu filho, homologadas pelo ministro do STJ, Felix Fischer, que autorizou os mandados de prisão e condução coercitiva.

### Docência
Fischer foi professor de Direito Penal (na graduação e pós-graduação) e Processo Penal  na Universidade Estadual de Londrina (1977 a 1978), professor de Direito Penal da Pontifícia Universidade Católica do Paraná (1979 a 1984) e professor de Direito Penal na Faculdade de Direito de Curitiba, hoje Centro Universitário Curitiba (1985 a 1996).

## Vida pessoal e ideias
O ministro Felix Fischer tem domínio sobre o Direito e o Processo Penal, que lecionou por 20 anos. Aprecia literatura e livros sobre história em geral. Gosta de gatos e cachorros, e costuma tê-los em casa. A música clássica, a ópera em especial, lhe agradam. Felix Fischer gosta de futebol, torce para o Vasco e o Paraná Clube.
Depois de uma carreira de 23 anos no Ministério Público do Estado do Paraná e outros 20 anos lecionando Direito e Processo Penal, tornou-se profundo conhecedor da matéria. Felix Fischer defende não ser possível aplicar o Direito sem atentar para o lado humano. Cauteloso, acompanha a jurisprudência da corte seguindo a ideia de que alterar a conduta tumultua e traz insegurança jurídica.

## Condecorações
Condecorações, títulos, medalhas
- Ordem do Mérito Militar, criada pelo Decreto nº 24.660, de 11/7/1934, no Grau de Comendador, por Decreto de 31/3/1998.
- Medalha da Alta Distinção da Ordem do Mérito Judiciário Militar, em 31/3/1999.
- Medalha do Mérito Cultural da Magistratura do Instituto dos Magistrados Brasileiros, em 29/1/2000.
- Colar do Mérito Judiciário das Justiças Militares Estaduais, em 15/11/2000.
- Medalha da Alta Distinção da Ordem do Ministério Público Militar, em 3/10/2001.
- Ordem do Mérito Aeronáutico, no Grau de Grande Oficial, por Decreto de 23/9/2001.
- Ordem do Mérito Militar, no Grau de Grande Oficial, em 19/4/2002.[1]
- Ordem do Mérito Naval, no Grau de Grande Oficial, por Decreto de 10/5/2002.
- Ordem do Rio Branco, no Grau de Grande Oficial, por Decreto de 29/5/2002.
- Medalha do Pacificador, em 25/8/2002.
- Medalha do Mérito Tamandaré, em 20/11/2002.
- Grande Medalha da Inconfidência, em 21/4/2005, tendo em vista o disposto na Lei nº 882, de 28/7/1952.
- Grão Colar da Ordem do Ministério Público do Distrito Federal e Territórios, em 20/05/2009.
- Medalha Des. Alceste Ribas de Macedo, comenda do Mérito AMAPAR, em 29/01/2010.
- Colar do Mérito Judiciário, comenda concedida pelo TJRJ, em 08/12/2010.
- Ordem Estadual do Pinheiro, no grau de Comendador. Comenda concedida pelo Estado do Paraná, em 19/12/2011.
- Ordem do Mérito do Ministério Público do Paraná, em 21/9/2012.
- Comenda do Mérito Judiciário do Tribunal de Justiça do Estado do Paraná, em 21/9/2012.